# Iglesia de Santiago (Ciudad del Cabo)
La Iglesia de Santiago (en inglés: St. James Church) es un edificio religioso en Ciudad del Cabo, Sudáfrica, se trata de una gran iglesia que fue construido en el año 1900. También se le conoce como la Iglesia de Santiago, de Kenilworth (St. James Church, Kenilworth).
Fue el sitio donde se produjo un ataque de hombres armados en el que murieron 11 personas, el domingo 25 de julio de 1993, durante los servicios religiosos.